# 波·比薛特
波·約瑟夫·比薛特（英語：Bo Joseph Bichette，1998年3月5日—），為美國職棒大聯盟的游擊手，目前效力於多倫多藍鳥。

## 職業生涯

### 小聯盟
2016年美國職棒大聯盟選秀，藍鳥隊於第二輪66順位選進比薛特。該年6月17日，比薛特與藍鳥隊簽下1,100萬美元的合約。他在新人聯盟出賽18場，打擊率4成31，不過後來因為闌尾破裂而進入傷兵名單。他在球季結束前打了22場比賽，總計他該年打擊率為4成27，4轟36分打點。休賽季期間，他還代表巴西國家隊參加2017年世界棒球經典賽資格賽。
2017年，比薛特升上1A，並且在6月7日被提名為中西聯盟的全明星。6月29日，他參加了該年的美國大聯盟未來之星明星賽。該年他在1A出賽70場比賽，打擊率3成84，10轟51分打點，並成功拿下該聯盟的MVP。他在未來之星明星賽後升上高階1A，他在高階1A的打擊率為3成23，4轟23分打點。他後來還被大聯盟認為是藍鳥隊的最佳小聯盟成員。
2018年，比薛特升上2A。他出賽131場比賽，打擊率2成86，11轟74分打點。2019年，他成功升上3A。不過他在4月22日被觸身球擊中左手受傷。

### 多倫多藍鳥
2019年7月29日，比薛特升上大聯盟。他在初登板就擊出大聯盟首安。7月31日，他單場擊出3支安打，其中包含他的大聯盟首轟。8月6日，他成為大聯盟史上第一位在大聯盟前9場比賽敲出10支長打的球員。8月7日，他和雅迪爾·莫里納與德瑞克·李成為活球年代以來唯三位連續8場比賽擊出二壘安打的選手。最後他連續11場比賽擊出共13支的長打，締造大聯盟新紀錄。他也成為繼1939年的泰德·威廉斯後，第一位連續9場比賽擊出長打的球員。該年他出賽46場比賽，打擊率3成11，11轟21分打點。

## 個人生活
比薛特的父親丹堤·比薛特也是前大聯盟選手，哥哥小丹堤在2011年美國職棒大聯盟選秀被洋基隊選走。由於比薛特的母親是巴西人，因此他和他哥哥都代表巴西國家隊參加世界棒球經典賽。而比薛特的爺爺是中國人的後代，因此他也有一點亞洲血統。

## 外部連結
- 球員資訊和成績在MLB ，ESPN ，Retrosheet ，Baseball Reference ，Baseball Reference (Minors) ，Fangraphs ，The Baseball Cube （英文）
- 波·比薛特的X（前Twitter）